# The Stage Hand
The Stage Hand è un cortometraggio statunitense del 1933, diretto ed interpretato da Harry Langdon. La pellicola superstite è allo stato frammentario.

## Trama
La comunità cittadina di Oskaloosa decide di mettere in scena un lavoro teatrale per finanziare l’acquisto di una nuova autopompa per i locali vigili del fuoco. Durante le prove Harry, rumorista, finisce con lo scandalizzare i presenti facendosi trovare ubriaco malgré lui in un attiguo sgabuzzino.
Anche durante la rappresentazione Harry è all’origine di diversi contrattempi, fra i quali lo sviluppo di un incendio, il che dimostra d’altra parte la necessità del nuovo mezzo dei pompieri.